# Kevin Jarre
Kevin Jarre, född 6 augusti 1954 i Detroit, Michigan, död 3 april 2011 i Los Angeles, Kalifornien, var en amerikansk manusförfattare.
Kevin Jarres mor var skådespelerskan Laura Devon, och han adopterades på 60-talet av hennes make, filmmusikskrivaren Maurice Jarre och. En adoptivhalvbror är den franske kompositören Jean-Michel Jarre.
Jarre skrev manuskript såsom Rambo – First Blood II, Ärans män, och Tombstone. Han skrev även grunden för Mumien och producerade Schakalen. Han var bosatt i Santa Monica, Kalifornien, där han 2011 avled av en hjärtattack.

## Filmografi (urval)
- 1985 – Rambo – First Blood II
- 1989 – Ärans män
- 1993 – Tombstone
- 1997 – En fiende ibland oss
- 1997 – Schakalen (endast produktion)
- 1999 – Mumien (även produktion)